# Západní Ukrajina

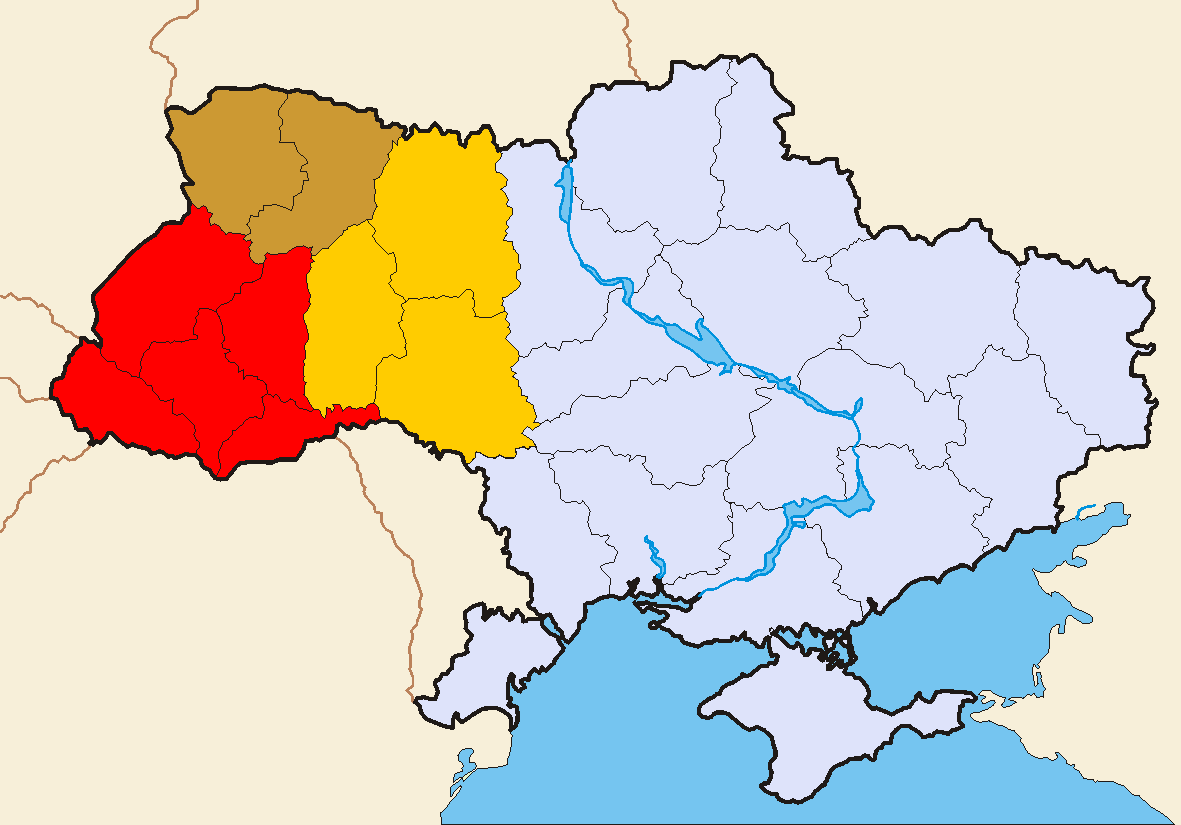
Mapa oblastí považováné za západní Ukrajinu:
Červená - vždy zahrnováno
Hnědá - často zahrnováno
Oranžová - občas zahrnováno

Západní Ukrajina (ukrajinsky Західна Україна) je geografický a historický termín používaný s odkazem na západní území Ukrajiny. Zahrnuje několik skutečných historických oblastí jako Zákarpatí, Halič včetně Pokutí, většinu Volyně, severní Bukovinu a západní Podolí. Méně často zahrnuje území východní Volyně, Podolí a malou část severní Besarábie (východní část Černovické oblasti). Mezi významná města patří Bučač, Černovice, Drohobyč, Halyč, Ivano-Frankivsk, Chotyn, Lutsk, Lvov, Mukačevo, Rovno, Ternopil, Užhorod a další. Západní Ukrajina není v rámci Ukrajiny administrativní kategorií.
Je definována především v kontextu evropských dějin, které se týkají válek 20. století a následného období anexí. Na počátku druhé světové války bylo celé území po volbách, které byly uznány jako zinscenované za účelem vytvoření veřejného souhlasu k zabrání půdy okupovaného Polska Sovětským svazem k 22. říjnu 1939, začleněno do ukrajinské sovětské socialistické republiky (УРСР). Její historické pozadí dělá západní Ukrajinu jedinečně odlišnou od zbytku země a přispívá dnes k jejímu výraznému charakteru.